# 夏时 (明朝宦官)
夏时（1403年—1474年），字景芳，凉州人，明英宗时期的司设监掌印太监。夏时较为热衷佛教，曾资助修建多座佛塔、佛寺。

## 生平
永乐元年，出生。
永乐二十二年，升司设监右监丞。
宣德年间，升司设监右少监。
正统年间，升司设监掌印太监，赐玉带、蟒衣。
天顺元年，赐金帛、禄米。
成化四年，统管三千营军政。
成化九年，乞退。
成化十年，去世。